# 斯卡羅 (電視劇)
《斯卡羅》是2021年的公視電視劇。改編自記述羅發號事件及南岬之盟的歷史小說《傀儡花》，劇名源自曾存在於臺灣瑯嶠（今恆春一帶地區）的本土政權——斯卡羅王國，由查馬克·法拉屋樂、吳慷仁、温貞菱、法比歐等人演出。
本劇於2022年第57屆電視金鐘獎榮獲最佳戲劇節目獎。
全劇共12集，於2021年8月14日起在公視主頻首播，每週六晚間9至11點連播兩集。公視+、LINE TV每週六晚間10點播出；Netflix台灣、MyVideo、中華電信MOD、Hami Video每週日晚間6點上架兩集。
全球地區，Taiwan+平台8月30日起以英文字幕上架，而PTS WORLD TAIWAN則於10月4日起上架本電視劇，並提供中、英文字幕，讓國際觀眾收看。

## 劇情簡介
劇情改編自記述1867年羅妹號事件及南岬之盟的歷史小說《傀儡花》。故事背景起點在當年3月，美國商船羅妹號（Rover）在臺灣南部恆春半島的瑯嶠地區（今恆春鎮）遭遇暴風而觸礁擱淺海邊。船上13人上岸求生時因誤闖原住民族斯卡羅的領地，被當地原住民誤認為侵略者而被殺害，史稱「羅妹號事件」。當時的斯卡羅人、排灣族人會攻擊擅闖領域的洋人，理由是龜仔甪社的祖先曾經在百年前遭洋人入侵，幾乎被滅社，為了保護部落並為祖先報仇，才將誤闖地盤的洋人出草。
事件一觸即發引發震盪，美國任命其駐廈門領事李仙得來台調查，大清對此事虛以委蛇欲蓋彌彰，意圖將此事掩蓋過去。對此美國決定自己發動福爾摩沙遠征，派出兩艘海軍軍艦出兵攻打原住民部落。然而擁有較為先進武器的美軍因不諳險惡地形而遭原住民伏擊得手，帶隊軍官反遭原住民狙擊戰死。美軍受挫後決定撤退等待增援，但美國政府強硬表明決不善甘罷休。而清廷見到美國政府態度才驚覺事態嚴重，即派臺灣總兵劉明燈率兵士500人協助前來瑯嶠調查的美英兩國人員。
種族交織、山頭林立的恆春半島風起雲湧。包括山區斯卡羅族和排灣族、平埔馬卡道族和土生仔的社寮部落、因土地開墾而移墾的閩、客漢人聚落。事發前，各方族群關係已不睦，為了生存，閩、客、原住民之間長期交鋒，常常發生利益衝突。而這起事件的風波，加上外來勢力的威脅，使得閩、客、原住民之間長年的恩怨積累爆發，導致更多種族紛爭。
斯卡羅大股頭卓杞篤以智慧化解紛爭，整合在地各族群力量。最後，由美國領事李仙得與卓杞篤達成雙方共識，以書面紀錄為非正式的諒解備忘錄，史稱「南岬之盟」，紛爭始告一段落。
劇集交織歷史人物和虛構角色，呈現羅妹號事件及其衍生事件，涉入其中的族群有原住民排灣族、斯卡羅族、馬卡道族、土生人（原漢混血）；漢人有閩南人、客家人、清朝官員，西方國家有英、美、法裔人。劇集描繪臺灣原住民族、漢人，與西方國家勢力，透過角色們從中協調（翻譯）的多個族群間的衝突與發展，不僅顯現族群交流的互動，也刻劃出臺灣族群融合的深刻過程。

## 製作

### 宣布改編

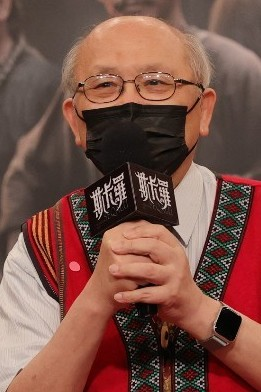
小說《傀儡花》作者陳耀昌

2017年9月，公共電視宣布將改編《傀儡花》，將作品以大河劇形式製作為十二集的電視連續劇，在前瞻基礎建設計畫的補助下，以每集約新臺幣1550萬、共斥資1.55億的預算製作《傀儡花》，這是公視節目製作招標採購案史上的罕見的高額。台灣公廣集團董事長陳郁秀長期觀察日本的大河劇並因此進一步了解日本的歷史，但卻發現自己反倒對臺灣歷史不甚了解，因此她想透過製作大河劇讓觀眾更了解臺灣。她認為公共電視的許多節目雖然有各自的亮點，但卻缺乏連貫性，她希望能整合公視的節目，並認為在HBO Asia合製的《通靈少女》受到國際好評後可以促進臺灣業界的投資，將臺灣推向國際，而《傀儡花》便是一部足以代表臺灣精神又能推向國際舞台的大河劇，她還向文化部請命，希望每年都能推出一部旗艦級的歷史劇。陳郁秀指出《傀儡花》的製作規模前所未見，而且將會相當困難，因為作品中不但包含了各個族群和多個場景，還有海戰場面，勢必耗費大量預算和心血在前置作業上，必須要有龐大的資金支援，佐以嚴謹的史料分析及對場景、服裝和語言的考究，但是這些檔案、服裝、道具和場景都是在為臺灣的影視產業打下基礎，能夠提供未來繼續使用。公視節目部經理於蓓華表示公視自2016年起便有製作時代歷史劇的規劃，期望透過歷史劇題材訴說臺灣的故事，並以戲劇形式引起社會大眾對歷史的反思。而《傀儡花》是公視歷史劇系列的起點，未來公視將會建立更多在不同的年代中發生於臺灣這塊土地上的故事。對於自己的作品將被改編，陳耀昌除了希望大家在看過電視劇後能回頭閱讀原著，也表示並不介意修改原著中的編排，只要歷史時代的精髓被留存下來，並能促進觀眾更加貼近歷史即可。。

### 宣布籌拍
曾拍攝過《孽子》、《一把青》等電視劇的導演曹瑞原在讀完《傀儡花》後深受作者與蝶妹感動，儘管他在執導前述兩部作品時都有不少虧損，還被人上門討債，但他表示既然公部門想要做，自己就願意支持，他帶著場景設計圖、配樂以及施如芳、柯宗明寫的大綱和劇本自四組投標者中脫穎而出，接下拍攝《傀儡花》的任務，並在2018年3月23日召開籌拍記者會，預計於2019年3月12日，也就是羅發號事件152週年時開拍，並預計在2020年播出。劇名由董陽孜題字，編劇團隊成員施如芳、柯宗明及時任文化部長鄭麗君皆出席記者會。曹瑞原把陳耀昌的作品形容成一項偉大的工程，並認為他的作品可以讓臺灣人知道自己的歷史、並找尋未來的勇氣。曹瑞原表示《傀儡花》作為歷史劇，包括美軍船隻、砲艇、不同人種的髮型、語言和服裝等，在考究上都十分不易。為了激發創作靈感，曹瑞原在召開記者會前就已請配樂製作一段描述原住民勇士在山林間狩獵的音樂，並在記者會中展示。曹瑞原表示這部作品規模龐大，現今的影視環境難以支撐，但必須勇於突破才能開疆闢土，他還認為只要把這部戲拍好，就能帶給民眾和影視產業很大的信心，並指出過去這些年來，台灣出產太多偶像劇，讓本土及海外市場不斷流失，再加上數位時代來臨，必須要有強力的OTT產業才能在國際上闖出名號。
鄭麗君在記者會致詞時表示認為這是國家隊踏出的第一步、是一支讓人期待的團隊，並表示這部作品具有十足的開創性和多元族群觀點，能讓台灣人重新認識自己，政府不但會力挺，更會持續投入高額預算，協助推出歷史大戲。陳耀昌則表示過去的歷史都以漢人為視角，他希望能呈現多元族群與文化，由於故事的男主角李仙得是法國人、當過美國將軍、在日本擔任顧問並娶妻、最後葬在韓國，因此陳耀昌認為這部劇一定能打入日本、歐美等國際市場。除此之外，他還提出兩項願景，一是希望能為恆春的荷蘭公主廟正名，並指出該廟祭祀的八寶公主是羅發號的船長夫人杭特夫人；第二個願景是能在2019年，也就是卓杞篤跟美方簽約的150週年時紀念這份條約。

### 劇名爭議
「傀儡花」（傀儡番）是早期臺灣客家人歧視原住民的用詞，因此引發爭議。經由網路票選，劇名更改為《斯卡羅》。

### 定位
曹瑞原透露自己拍攝這部戲劇最初的動力，是想拍出被外國人譽為「福爾摩沙」的台灣、拍出《台灣通史》描述的「婆娑之洋，美麗之島」，並表示製作團隊會帶著虔敬與感激呈現這個故事。他表示過去執導《孽子》時曾被質疑性傾向，在執導《一把青》時也有人質疑在美化中國國民黨，由於臺灣各個族群的價值觀和史觀處在融合階段，因此曹瑞原預料《傀儡花》完成後，必定會受到質疑，但劇組仍會試圖展現台灣族群在當時的國際架構下所處的位置。曹瑞原認為羅發號事件是台灣首次浮現在世界版圖上，不是只屬於台灣、而是能推向世界的好題材。他以中國大陸製作、以日治時期的台灣為題的《台灣往事》為例，認為中國大陸花費了這樣大的資源詮釋台灣的歷史，儘管《傀儡花》被業界視為一個大坑，但台灣人都在這個坑裡，誰也無法逃出。曹瑞原認為《傀儡花》之於台灣影視產業的重要性堪比敦克爾克戰役，一定要起到帶動整體產業發展的作用。
曹瑞原希望能把《傀儡花》推向中國大陸，同時歡迎中國大陸投資，並認為中國大陸「將民進黨政府支持的都視為臺獨」是種狹隘的觀點。
編劇施如芳表示，《傀儡花》的劇本非常難寫，但也因為如此，她希望能藉此證明台灣有能力製作出格局宏大的作品。

### 選角

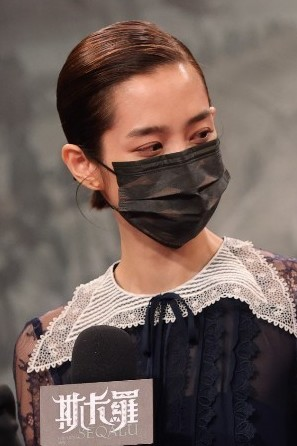
在《斯卡羅》一劇中飾演蝶妹的温貞菱

故事的三位主角是蝶妹、李仙得以及蝶妹的弟弟，對飾演蝶妹的演員人選，陳耀昌並無意見，曹瑞原表示蝶妹必須是視覺年齡18歲左右的原住民臉孔，最好是排灣族或有客家血統，並兼具外放和含蓄的特質。曹瑞原預計找素人演出，由於是劇中關鍵人物，曹瑞原十分重視；飾演李仙得者會在5月進行海選，萬巴德、馬偕等西洋人角色則會到澳洲選角。另外也可能會找曾出演《一把青》的演員。曹瑞原表示比起主要角色，自己比較擔心臨時演員，包括海難場景所需的170位美國士兵、500位剃頭清兵、還有近千名的原住民等。故事有八成多在屏東取景，曹瑞原也希望能在屏東找到飾演劇中要角的演員。共有150人參與演員徵選，超過三分之一出身屏東。屏東青年學院在2018年8月4日進行複選，有許多原住民青年參與了面試並與曹瑞原面談，希望能演繹自己部落的故事。

### 取景

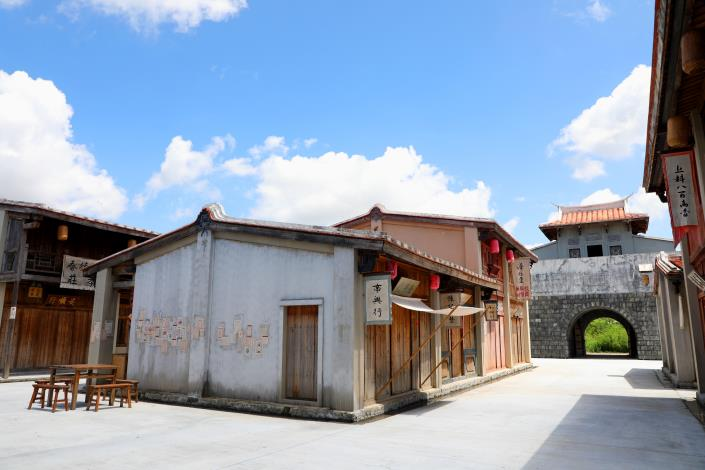
位於台南市岸內糖廠影視基地的《斯卡羅》台灣府城片場

為了忠實呈現歷史，劇組捨棄在臺灣北部搭景，而是不惜增加經費到屏東實地取景，屏東縣政府表示，《傀儡花》會以屏東縣為主場景，並盡力讓場景在殺青後被保留，希望以這部史詩級巨作提高屏東的國際能見度，提升觀光價值，日後也可作為其它劇組取景的場所。
除了在屏東取景，台南市政府也爭取到前瞻基礎建設計畫經費，把自1994年停產後閒置24年的鹽水區岸內糖廠改建成影視園區，其中一部分將作為《傀儡花》拍戲時所需的街景。2018年11月7日，文化部、台南市政府、台灣糖業公司和《傀儡花》劇組一起出席，為搭景開工動土典禮剪綵。光是場景搭建的部分，就耗費了整體預算的三分之一，在影視園區拍攝的場景包括臺灣府城和漢人聚落，劇組特地向成功大學建築系所討教，以期還原當時景象。

### 殺青

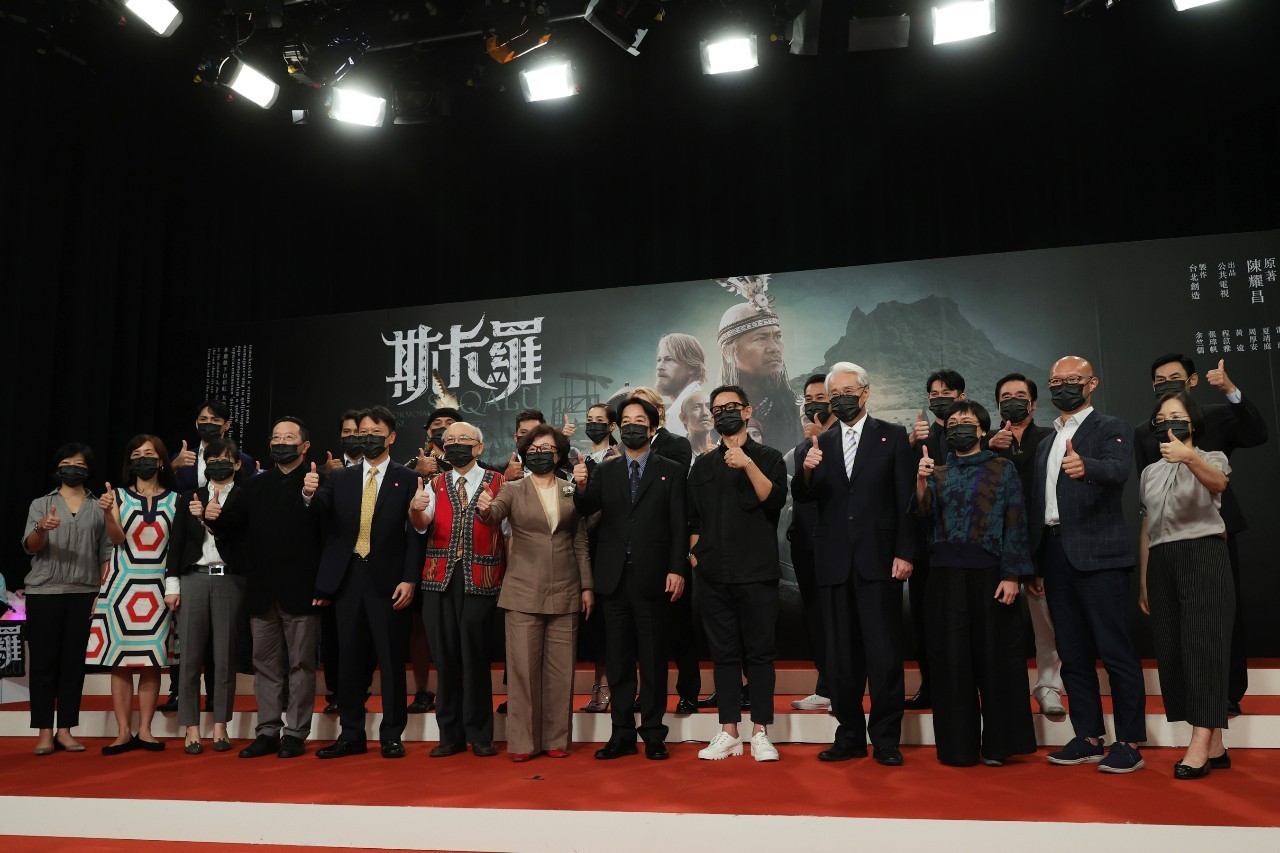
《斯卡羅》電視劇首映記者會

2020年1月，《斯卡羅》正式殺青。

## 播出時間

### 首播
| 頻道       | 所在地 | 播出日期      | 播出時間                   | 備註         |
| 公視主頻   | 臺灣   | 2021年8月14日 | 每週六 21:00 - 23:00       | 首播連播兩集 |
| 公視台語台 | 臺灣   | 2021年9月20日 | 每週一至週二 22:00 - 23:00 |              |

### 網路平台
| 頻道        | 所在地 | 播出日期      | 播出時間              | 備註                                  |
| 公視+       | 臺灣   | 2021年8月14日 | 每週六 22:00 、 23:00 | 分別上架新集數                        |
| LINE TV     | 臺灣   | 2021年8月14日 | 每週六 22:00 、 23:00 | 分別上架新集數                        |
| Netflix     | 臺灣   | 2021年8月15日 | 每週日 18:00          | 一次上架兩集                          |
| myVideo     | 臺灣   | 2021年8月15日 | 每週日 18:00          | 一次上架兩集                          |
| 中華電信MOD | 臺灣   | 2021年8月22日 | 每週日 18:00          | 一次上架兩集                          |
| Hami Video  | 臺灣   | 2021年8月22日 | 每週日 18:00          | 一次上架兩集                          |
| Taiwan+     | 海外   | 2021年8月30日 | 每週六 21:00          | 8月30日一次上架六集，之後一次上架兩集 |

## 演員列表

### 主要演員
| 演員            | 角色                                   | 介紹 |
| 温貞菱          | 蝶妹                                   | 18歲，漢（客）、原混血，8歲時即離開家鄉到府城討生活，並擔任必麒麟的僕人與李仙得的隨行翻譯。父親林老實是由蚊蟀埔遷至統領埔的客家漢人，母親瑪祖卡是豬朥束社斯卡羅人，斯卡羅的大股頭卓杞篤則是其舅父。通曉排灣語、客語、英語及臺語。 |
| 法比歐          | 李仙得 （Charles W. Le Gendre）        | 法裔美国人，美国駐廈門領事，曾參與過南北战争。為了調查羅妹號事件而來到台灣，並與各方人馬交涉。 |
| 查馬克·法拉屋樂 | 卓杞篤 （Cuqicuq Garuljigulj）         | 斯卡羅的領袖（大股頭），豬朥束社頭目。代表瑯嶠十八社的領袖。 |
| 黃遠            | （Bungekaic Garuljigulj）              | 16歲，蝶妹的弟弟。漢（客）、番混血，父親林老實是由蚊蟀埔遷至統領埔的客家漢人，母親瑪祖卡是生番（豬朥束社斯卡羅人），斯卡羅的大股頭卓杞篤則是其舅父。後被卓杞篤收為養子。通曉排灣語、客語及臺語。                                  |
| 吳慷仁          | 水仔                                   | 社寮土生仔聚落的領導者。父親是閩南漢人，母親是熟番。通曉臺語、客家語與排灣語。 |
| 夏靖庭          | 林阿九                                 | 客家人，保力客家聚落的領導者。與柴城常因水源問題而有紛爭。 |
| 雷洪            | 朱一丙                                 | 閩南人，柴城閩南聚落的領導者。與保力常因水源問題而有紛爭。 |
| 雷斌·金碌兒     | 伊沙 （Isa）                           | 斯卡羅的二股頭，射麻里社頭目。原與瑪祖卡有婚約但遭毀婚。 |
| 周厚安          | 必麒麟 （William Alexander Pickering） | 英國人，年少時即來到亞洲擔任水手，並曾任職於英商天利行，在羅妹號事件後協助李仙得調查。 |
| 黃健瑋          | 劉明燈                                 | 大清湖南人，臺灣鎮總兵。屬左宗棠湘军系統，曾平定太平天國之亂。曾私下在江西洋租界學習英语。 |
| 張瑋帆          | 朱雷 （Cudjuy）                        | 卓杞篤的姪子（後成為養子），斯卡羅大股頭的下一任繼承人。喜歡烏米娜，卻未被接受。 |
| 程苡雅          | 烏米娜                                 | 16歲，卓杞篤的女兒，豬朥束社公主。 |
| 余竺儒          | 巴耶林 （Paljalim）                    | 龜仔甪社頭目、羅妹號事件的引爆者。帶領部落「出草」殺害因誤闖排灣族領地的船長亨特·漢特（J. W. Hunt）夫婦與其他船員等14人。 |

### 其他演員
| 演員                | 角色       | 介紹                                                                               | 登場集數 |
| 吳朋奉 （特別演出） | 澎湖船老大 | 澎湖的船老大，常往來社寮與當地人進行槍枝和人口販賣交易。                           | 1、8     |
| 蕭淑慎 （特別演出） | 黃寡婦     | 洋藥局老闆娘，必麒麟的女友。                                                       | 1        |
| 梅芳 （特別演出）   | 九媽       | 林阿九母親，非常聰明會分析謀略，朱一丙尊稱她為保力諸葛亮。                         | 7、8     |
| 徐灝翔              | 林老實     | 蝶妹與阿杰的父親。客家漢人。                                                         |          |
| 郭芷芸              | 瑪祖卡     | 蝶妹與阿杰的母親。斯卡羅人，卓杞篤的妹妹，因嫁給漢人而被逐出部落。死於瘟疫。         |          |
| 曾美珍              | 風祭師     | 射麻里社祭司。                                                                     |          |
| 許望生              | 亞祿       | 斯卡羅的三股頭。                                                                   | 6、9     |
| 王振全              | 吳大廷     | 臺灣道道台。                                                                       |          |
| 谷無為              | 萬巴德     | 海關醫館醫生。                                                                     |          |
| 王柏瑞              | 亨利·貝爾  | 美國亞洲艦隊少將。                                                                 |          |
| 陽昊恩              | 麥肯吉     | 美國海軍少校，福爾摩沙遠征隊的指揮官，銜貝爾將軍之命率隊攻打斯卡羅，因而中彈戰死。 |          |
| 許辰安              | 藍仔       | 社寮頭人水仔的外甥。                                                               |          |

- 鄭宇翔 飾 柴城庄勇
- 吳湘純 飾 阿𡡅
- 法愛 飾 阿勞楚
- Gary Edward Gitchel 飾 約瑟·杭特船長（羅發號船長）
- Erin Adele Clark（柯玉蓮） 飾 梅西·杭特夫人（羅發號夫人）
- 羅能華 飾 朱一丙助手
- Apuy Kalauz 飾 小蝶妹
- 方致亮 飾 小阿杰
- 曾瑋中 飾 加別
- Vuu Avalite 飾 加惹
- 謝宇熙 飾 龔紅蝦
- 劉承昀 飾 龔紅蝦小弟
- 陳冠豪 飾 理番通譯
- Piotr Mudza 飾 大副
- Patrick Mckinlay 飾 二副
- 賀少俠 飾 美軍士官長
- 賈斯丁 飾 美軍中尉排長
- Smith Brian Francis 飾 英國領事賈祿
- 林道禹 飾 打石場師傅
- 蔡哲文 飾 小師傅
- 吳坤 飾 理番同知
- 魏文俊 飾 哨官
- 廖威迪 飾 道台通譯
- 杜韋立 飾 通譯阿清
- 劉家成 飾 社寮村民
- Sean Kaiteri 飾 德記洋行商人
- 周誠 飾 二股頭心腹保鑣
- 林志祥 飾 司降 三股頭心腹
- 張鶴騰 飾 逃跑船員：徳光
- 吳威慶 飾 林阿九助手

- 王欽弘 飾 羅妹號船員

## 分集
平均收視率2.13%
| 集數 | 標題                                                               | 首播日期      | 收視率 |
| ---- | ------------------------------------------------------------------ | ------------- | ------ |
| 1    | vali kemasiljavek 海上的風 The Sea Wind                            | 2021年8月14日 | 2.52   |
| 2    | sequljung 藍眼人 The Blue-Eyes                                     | 2021年8月14日 | 2.14   |
| 3    | sasekauljan 僕人 The Servant                                       | 2021年8月21日 | 2.30   |
| 4    | sacemecemelj 蠻荒之境 The Backlands                                | 2021年8月21日 | 2.46   |
| 5    | tinaidayananga cavilj a maljaljekuya 百年恩怨 The Feud             | 2021年8月28日 | 2.17   |
| 6    | venalet 叛變 The Rebellion                                         | 2021年8月28日 | 2.08   |
| 7    | aljak a vavayan na mazazagiljan 福爾摩沙公主 The Formosan Princess | 2021年9月4日  | 2.10   |
| 8    | ljangudan 獵物 The Prey                                            | 2021年9月4日  | 2.27   |
| 9    | sikavaljut 活下去 The Survivors                                    | 2021年9月11日 | 2.01   |
| 10   | ljayar 瘟疫 The Plague                                             | 2021年9月11日 | 2.05   |
| 11   | masi cadja i ljavek 海的背面 The Back of the Ocean                 | 2021年9月18日 | 1.72   |
| 12   | kinarasudj a mareizung 盟約 The Treaty                             | 2021年9月18日 | 1.78   |

## 主題曲
| 曲序 | 曲目         | 作曲   | 编曲 | 演唱                   |
| ---- | ------------ | ------ | ---- | ---------------------- |
| 1.   | 風（片尾曲） | 陳小霞 | 張藝 | 蔡振南、陳小霞、林邦祈 |

## 與原著小說的相異
- 小說中社寮的頭人為綿仔跟松仔。電視劇中均刪掉，改為水仔及他的外甥。
- 小說中蝶妹直到羅妹號事件發生後，萬巴德醫師等人到社寮，才與萬巴德前往府城。跟萬巴德學習醫學與英語。電視劇中則改為小時就前往府城。
- 小說中蝶妹之父林老實是死於打獵。電視劇中改為偷牛賊所殺。
- 小說中蝶妹之母瑪祖卡是死於蛇毒。電視劇中改為死於瘟疫。
- 小說中蝶妹到小說結束都還活著，並嫁給松仔（染過性病，後來改過），在府城行醫。電視劇中改為死於不知名的殺手。
- 小說中蝶妹的弟弟文杰，在羅妹號事件後成了卓杞篤的養子，電視劇則沒有收養，小說中文杰性格較為機智斯文，電視劇較為耿直剛強。

## 趣聞
- 必麒麟與其飾演者周厚安乃同月同日生，兩人剛好相差150歲。[50]

## 獎項
| 年度   | 頒獎單位     | 獎項名稱               | 入圍者                       | 結果 |
| 2022年 | 第57屆金鐘獎 | 戲劇節目獎             | 《斯卡羅》                   | 獲獎 |
| 2022年 | 第57屆金鐘獎 | 戲劇節目男主角獎       | 查馬克·法拉屋樂              | 提名 |
| 2022年 | 第57屆金鐘獎 | 戲劇節目男配角獎       | 吳慷仁                       | 提名 |
| 2022年 | 第57屆金鐘獎 | 戲劇節目最具潛力新人獎 | 程苡雅                       | 獲獎 |
| 2022年 | 第57屆金鐘獎 | 戲劇節目最具潛力新人獎 | 雷斌·金碌兒                  | 提名 |
| 2022年 | 第57屆金鐘獎 | 戲劇類節目攝影獎       | 韓紀軒                       | 提名 |
| 2022年 | 第57屆金鐘獎 | 戲劇類節目燈光獎       | 丁海德                       | 獲獎 |
| 2022年 | 第57屆金鐘獎 | 戲劇類節目聲音設計獎   | 陳維良、黃大衛、王婕、吳培倫 | 提名 |
| 2022年 | 第57屆金鐘獎 | 戲劇類節目美術設計獎   | 許英光                       | 提名 |
| 2022年 | 第57屆金鐘獎 | 戲劇類節目造型設計獎   | 姚君、許淑華                 | 提名 |
| 2022年 | 第57屆金鐘獎 | 戲劇類節目視覺特效獎   | 嚴振欽                       | 獲獎 |
| 2022年 | 第57屆金鐘獎 | 戲劇配樂獎             | 陳小霞、張藝                 | 提名 |
| 2022年 | 第57屆金鐘獎 | 主題歌曲獎             | 陳小霞、蔡振南、林邦祈〈風〉 | 提名 |

## 参見
- 斯卡羅人
- 瑯嶠十八社
- 羅妹號事件
- 美國福爾摩沙遠征
- 八瑤灣事件
- 牡丹社事件
- 卓杞篤
- 潘文杰